# Hans-Joachim Wolfram

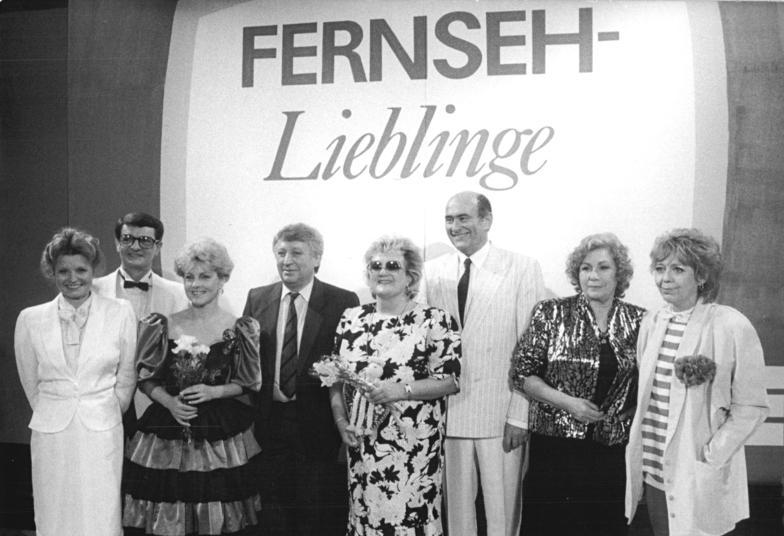
Hans-Joachim Wolfram (4. v.l.) bei der Wahl zum Fernsehliebling 1987

Hans-Joachim Wolfram (* 3. Februar 1934 in Dresden; † 16. November 2016 in Berlin) war ein deutscher Journalist und Fernsehmoderator.

## Leben
Wolfram wuchs in Dresden-Striesen auf und erlernte den Beruf eines Betriebselektrikers. Nach dem Abschluss der Lehre arbeitete er ab 1957 für Radio DDR im Sender Dresden. Dort war er zunächst für die Studiotechnik zuständig und ab 1958 in der Redaktion beschäftigt. Zur gleichen Zeit besuchte er die Fachschule für Journalistik in Leipzig.
Im Jahr 1970 wechselte Wolfram zum Deutschen Fernsehfunk. Ab Juni 1972 moderierte er fast 40 Jahre lang bis Dezember 2011, erst für das Fernsehen der DDR, später für den MDR, die Sendung Außenseiter-Spitzenreiter, die längste bisher (Stand 2022) produzierte deutsche Unterhaltungssendung im TV. Sein langjähriger Partner war Hans-Joachim Wolle.
Weiterhin begleitete Wolfram für das Fernsehen der DDR die Sendung Wennschon, dennschon. Außerdem war er Moderator mehrerer großer Fernsehgalas. In den Jahren 1973, 1974 und 1987 wurde er zum Fernsehliebling der DDR gewählt.
Hans-Joachim Wolfram sang von 1960 bis 1970 im Dresdner Schubert-Chor. Er war auch sportlich aktiv: Wolfram war in den Jahren 1965 und 1967 DDR-Meister im Eisstockschießen und spielte von 1946 bis 1970 aktiv Fußball. Außerdem trieb er zehn Jahre lang aktiv Trabrennsport in Berlin-Karlshorst. Seine Hobbys neben dem Pferdesport waren Jazz, Swing und klassische Musik.
Mit seiner Ehefrau Gabriele hatte Wolfram vier Töchter.

## Veröffentlichungen
- Aussenseiter-Spitzenreiter: bleiben Sie schön neugierig, Kiepenheuer. Leipzig, 1996, ISBN 3-378-01014-2.
- 30 Jahre Außenseiter Spitzenreiter. Machtwortverlag, Dessau 2003, ISBN 3-936370-38-9.